# Bernd Fischerauer

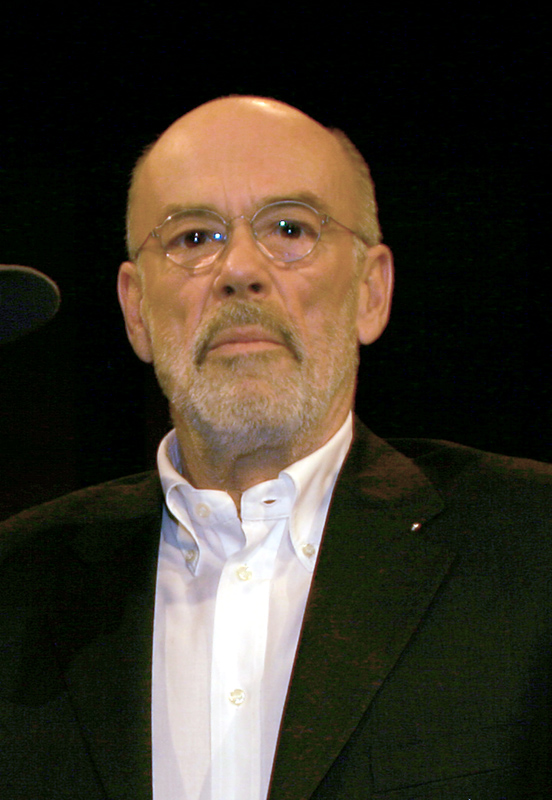
Bernd Fischerauer (2009)

Bernd Fischerauer (* 11. März 1943 in Graz; † 15. Mai 2017 in München) war ein österreichischer Regisseur, Schauspieler, Drehbuch- und Romanautor.

## Leben
Fischerauers Vater war Mitglied der Waffen-SS und auch nach 1945 noch überzeugter Antisemit. Bernd Fischerauer studierte nach der Matura in Graz 1961 am Max Reinhardt Seminar und schloss 1965 mit der Regieklasse ab. Seine hauptsächlichen Arbeitsfelder waren Theater und Fernsehen.
1968 inszenierte er die Grazer Erstaufführung von Wolfgang Bauers Erstlingswerk Magic Afternoon (mit Herwig Seeböck). Ab 1969 inszenierte er am Wiener Volkstheater unter der Direktion von Gustav Manker und wurde dort zum maßgeblichen Regisseur junger österreichischer Autoren wie Wolfgang Bauer (Change, 1969, Silvester oder Das Massaker im Hotel Sacher, 1971), Peter Turrini (Rozznjogd, Sauschlachten, Der tollste Tag) sowie Heinrich von Kleists Der zerbrochne Krug (mit Helmut Qualtinger), Hartmut Langes Die Gräfin von Rathenow  und Elias Canettis Hochzeit.
Die Inszenierung von Change von Wolfgang Bauer am Volkstheater Wien wurde 1970 zum Berliner Theatertreffen eingeladen. Anschließend machte Fischerauer daraus ein Drehbuch und lieferte 1975 mit Change sein Debüt als Filmregisseur ab. 1971/1972 erhielt er den Karl-Skraup-Preis als bester Regisseur. Er inszenierte auch die vierstündige Fernsehproduktion Blut und Ehre – Jugend unter Hitler (1982).
Sein Fernsehfilm Liebe und weitere Katastrophen (1999) brachte den Hauptdarstellern den Bambi ein, ihm selbst eine Nominierung für den Adolf-Grimme-Preis. In Costa-Gavras’ 2002 erschienener Literaturverfilmung Der Stellvertreter nach Rolf Hochhuth spielte Fischerauer die Rolle des Bischofs von Galen.
Regie führte er weiterhin in der Serie Zur Sache, Lena!, in welcher Lisa Fitz, Uschi Glas, Marianne Lindner und Michael Roll mitspielten. Typisch für seine oft heimatverbundenen Arbeiten sind Die Wiesingers, Der Salzbaron, Apollonia oder Gipfelsturm. Die Serie Regina auf den Stufen hatte auch international Erfolg.
Ab 2009 widmete Fischerauer sich im Rahmen der vom Bildungskanal alpha ins Leben gerufenen zehnteiligen Reihe Vom Reich zur Republik Themen aus der Zeitgeschichte zwischen 1862 und 1949. In der Reihe sind folgende Spielfilme bzw. Dokudramen unter der Regie Fischerauers erschienen:
| Titel                                            | Jahr | Behandelter Zeitraum | Thema |
| ------------------------------------------------ | ---- | -------------------- | --- |
| Hitler vor Gericht                               | 2009 | 1924                 | Hitler-Prozess 1924 in München. |
| Der Staat ist für den Menschen da                | 2009 | 1948–1949            | Erarbeitung des Grundgesetzes durch den Parlamentarischen Rat 1948/49 |
| Gewaltfrieden (2 Teile)                          | 2010 | 1918–1920            | Dolchstoßlegende, Friedensvertrag von Versailles und die Niederschlagung des Spartakusaufstandes von USPD und KPD durch die MSPD unter Friedrich Ebert und Gustav Noske |
| Konterrevolution – Der Kapp-Lüttwitz-Putsch 1920 | 2011 | 1920                 | Kapp-Lüttwitz-Putsch |
| Die Machtergreifung                              | 2012 | 1932                 | Die Vorgeschichte der NS-Machtergreifung ab Sommer 1932 |
| Die Reichsgründung                               | 2012 | 1862–1871            | Preußischer Verfassungskonflikt 1862–1866, Deutsche Einigungskriege 1864–1871 und Reichseinigung 1871. Der einer Biographie nahekommende Film behandelt vor allem die beherrschende Rolle Otto von Bismarcks in Preußen zwischen 1862 und 1871. |
| Die nervöse Großmacht                            | 2012 | 1871–1898            | Bismarcks autoritärer Regierungsstil in der Innen- (Kulturkampf, Sozialistengesetze) und sein auf Ausgleich beruhendes komplexes Bündnissystem in der Außenpolitik (Dreibund) ab 1871, sowie der schließliche Bruch mit dem so wankelmütigen wie geltungssüchtigen Kaiser Wilhelm II., der 1890 zu Bismarcks Entlassung und das Deutsche Reich auf nachhaltigen Kollisionskurs mit seinen Nachbarn führt. |
| Europas letzter Sommer                           | 2012 | 1914                 | Diplomatische Initiativen während der Julikrise 1914 nach dem Attentat auf Erzherzog Franz Ferdinand. |
| Der Weg zur Macht                                | 2012 | 1929–1932            | Aufstieg der NSDAP zur Massenpartei in Folge der Weltwirtschaftskrise von 1929 bis Sommer 1932. |

Außerhalb der obigen Reihe Vom Reich zur Republik zeichnet „Frei“ (2014) die Flucht eines hohen SS-Offiziers nach Südamerika auf den Rattenlinien nach.
Fischerauer verfasste außerdem folgende Bücher:
- Burli, Roman, Picus-Verlag 2017, ISBN 978-3-7117-2046-7.
- Neumann, Roman, Picus-Verlag, ISBN 978-3-7117-2057-3.

## Privates
Bernd Fischerauer lebte mit seiner Ehefrau, der Schauspielerin Rita Russek, in München und auf Elba.
Er starb im Mai 2017 in München im Alter von 74 Jahren.